# Vestine (cráter)

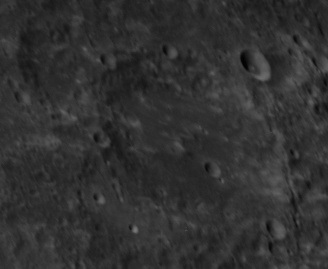
Fotografía de la misión Apolo 14

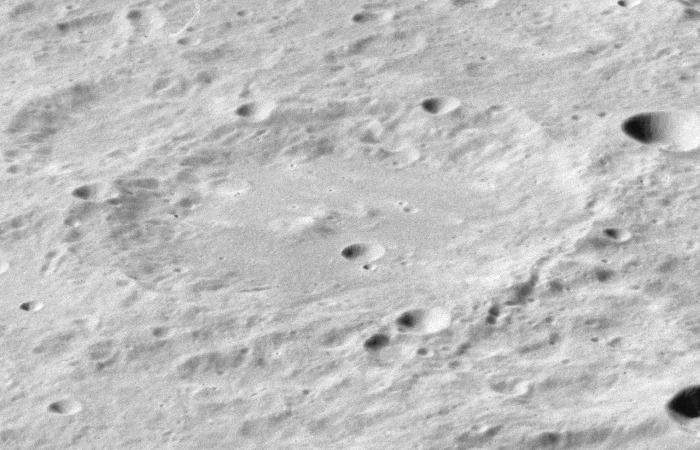
Fotografía de la misión Apolo 16

Vestine es un cráter de impacto fuertemente erosionado de la cara oculta de la Luna, situado justo más allá del terminador noreste. Se encuentra al suroeste de la gran planicie amurallada de Harkhebi, y al noroeste de la pareja de cráteres formada por Maxwell
y Richardson.
El borde exterior de este cráter es una cresta irregular situada alrededor del suelo interior. El pequeño cráter satélite Vestine A se encuentra a través del borde norte. Vestine cubre la mitad oriental del cráter Vestine T, una formación más antigua y algo más pequeña. El suelo interior tiene una cresta central redondeada con un pequeño cratercillo situado justo al este.
Antes de recibir su denominación formal en 1970 por decisión de la UAI, era conocido como "Cráter 111".

## Cráteres satélite
Por convención estos elementos son identificados en los mapas lunares poniendo la letra en el lado del punto medio del cráter que está más cercano a Vestine.
|         | \| Vestine \| Coordenadas \| Diámetro \| \| ------- \| ---------------------------- \| -------- \| \| A \| 36°12′N 94°48′E / 36.2, 94.8 \| 17 km \| \| T \| 33°54′N 91°06′E / 33.9, 91.1 \| 49 km \| |          |
| Vestine | Coordenadas | Diámetro |
| A       | 36°12′N 94°48′E / 36.2, 94.8 | 17 km    |
| T       | 33°54′N 91°06′E / 33.9, 91.1 | 49 km    |